# Абаџијске куће у Београду
Абаџијске куће у Београду су се налазиле у улици Краљице Наталије 8, 10 и 12, које су данас срушене, представљале су последње остатке некадашње Абаџијске чаршије, као и непокретно културно добро као споменик културе.
Абаџијске куће су настале половином 19. века формирањем и насељавањем трговачко-занатског центра и језгра привредног живота, трасирањем Абаџијске и Савамалске улице 1836. године. Формирање је спроведено под директним учешћем кнеза Милоша Обреновића. Куће су подигнуте  као објекти прелазног типа од балканске ка средњоевропској архитектури. Припадале су типу варошке куће двојне намене, карактеристичне за београдско градитељство прве половине 19. века. Грађене су у бондручном конструктивном систему, с подрумом од камена и дрвеном кровном конструкцијом.
Својим историјским, урбанистичким и културним значењем абаџијске куће представљале су сведочанство промена из периода успостављања нове српске државе.